# Jalasjärvi
Jalasjärvi est une ancienne municipalité de l'ouest de la Finlande, dans la province de Finlande occidentale et la région d'Ostrobotnie du Sud.
Jalasjärvi a été absorbée par Kurikka le 1er janvier 2016,.

## Géographie
La commune correspond à peu près au bassin de la rivière Jalasjoki. Le nord est pratiquement dépourvu de relief et très agricole, l'extrême-sud est par contre vallonné et sauvage, faisant partie de la moraine du Suomenselkä.
Les communes voisines sont: Kauhajoki et Kurikka à l'ouest, Ilmajoki au nord, Seinäjoki à l'est, Kihniö et Parkano au sud (Pirkanmaa) et enfin Karvia au sud-ouest (Satakunta).

## Démographie
Depuis 1980, l'évolution démographique de Jalasjärvi est la suivante,:
| Année      | 1980   | 1985   | 1990  | 1995  | 2000  | 2005  | 2010  | 2015  |
| ---------- | ------ | ------ | ----- | ----- | ----- | ----- | ----- | ----- |
| population | 10 259 | 10 250 | 9 846 | 9 618 | 8 924 | 8 631 | 8 214 | 7 779 |

## Économie
La commune a une vocation essentiellement agricole. Elle compte 550 fermes, produisant chaque année 247 000 hectolitres de lait (3e plus importante en Finlande), 1 100 tonnes de viande de bœuf et 3500 tonnes de viande de porc (10e commune productrice de viande). La fromagerie industrielle est également l'une des plus importantes du pays.
En plus d'un secteur agro-alimentaire relativement prospère, Jalasjärvi compte un grand nombre d'autres entreprises. On peut citer principalement les chaussures Jalas.

## Transports
Jalasjärvi est traversée par la nationale 19 et la route régionale 273.

### Distances
- Helsinki : 321 km
- Seinäjoki : 37 km
- Vaasa : 96 km
- Tampere : 141 km
- Turku : 259 km
- Kuopio : 325 km
- Oulu : 362 km